# Adisorn Promrak
Adisorn Promrak (tiếng Thái: อดิศร พรหมรักษ์, phiên âm: A-đi-xon Brom-lác, sinh ngày 21 tháng 10 năm 1993), còn có biệt danh là Geng (เก่ง, Keng), là một cầu thủ bóng đá người Thái Lan thi đấu ở vị trí trung vệ, anh cũng được sử dụng ở vị trí hậu vệ phải cho câu lạc bộ Ratchaburi tại Giải bóng đá Ngoại hạng Thái Lan và đội tuyển quốc gia Thái Lan.

## Sự nghiệp quốc tế
Adisorn giành chức vô địch Giải vô địch bóng đá U-19 Đông Nam Á cùng với U-19 Thái Lan, và thi đấu ở Giải vô địch bóng đá U-19 châu Á 2012. Anh đại diện U-23 Thái Lan ở Đại hội thể thao châu Á 2014. Adisorn là một phần của đội hình Thái Lan ở Giải vô địch bóng đá Đông Nam Á 2014. Adisorn vô địch Đại hội Thể thao Đông Nam Á 2015 cùng với U-23 Thái Lan, với vai trò đội phó. Năm 2016 Adisorn được chọn vào đội hình U-23 Thái Lan để tham dự Giải vô địch bóng đá U-23 châu Á 2016 ở Qatar.

### Quốc tế
Tính đến 10 tháng 10 năm 2019
| Đội tuyển quốc gia | Năm  | Số trận | Bàn thắng |
| ------------------ | ---- | ------- | --------- |
| Thái Lan           | 2014 | 5       | 0         |
| Thái Lan           | 2016 | 11      | 0         |
| Thái Lan           | 2017 | 8       | 0         |
| Thái Lan           | 2018 | 1       | 0         |
| Thái Lan           | 2019 | 7       | 0         |
| Thái Lan           | Tổng | 32      | 0         |

## Danh hiệu

### Câu lạc bộ
BEC Tero Sasana
- Cúp Liên đoàn bóng đá Thái Lan (1): 2014

Muangthong United
- Giải bóng đá Ngoại hạng Thái Lan (1): 2016
- Cúp Liên đoàn bóng đá Thái Lan (2): 2016, 2017
- Siêu Cúp Thái Lan (1): 2017
- Giải bóng đá vô địch các câu lạc bộ sông Mê Kông (1): 2017

### Quốc tế
U-19 Thái Lan
- Giải vô địch bóng đá U-19 Đông Nam Á (1); 2011

U-23 Thái Lan
- Sea Games  Huy chương Vàng (1); 2015
- BIDC Cup (Campuchia) (1): 2013

Thái Lan
- Giải vô địch bóng đá Đông Nam Á (2): 2014, 2016
- Cúp Nhà vua Thái Lan (2): 2016, 2017